# Hoofdklasse (Schach) 1975/76
In der Hoofdklasse 1975/76 wurde die 53. niederländische Mannschaftsmeisterschaft im Schach ausgespielt.
Der Titelverteidiger Desisco/Watergraafsmeer gab nur ein Unentschieden ab und wurde überlegen niederländischer Mannschaftsmeister. Aus der Klasse 1 waren Volmac Rotterdam und die Bussums Schaakgenootschap aufgestiegen. Beide Aufsteiger erreichten den Klassenerhalt, während Discendo Discimus Den Haag und der Schaakclub Groningen abstiegen.

## Abschlusstabelle
| Pl. | Verein                        | Sp | G | U | V | MP   | Brett-P.  |
| --- | ----------------------------- | -- | - | - | - | ---- | --------- |
| 01. | Desisco/Watergraafsmeer (M)   | 9  | 8 | 1 | 0 | 17:1 | 60,5:29,5 |
| 02. | Philidor Leiden               | 9  | 7 | 0 | 2 | 14:4 | 49,5:40,5 |
| 03. | Volmac Rotterdam (N)          | 9  | 6 | 0 | 3 | 12:6 | 54,5:35,5 |
| 04. | Charlois                      | 9  | 6 | 0 | 3 | 12:6 | 51,0:39,0 |
| 05. | Philidor Leeuwarden           | 9  | 5 | 0 | 4 | 10:8 | 51,0:39,0 |
| 06. | Utrecht                       | 9  | 4 | 1 | 4 | 9:9  | 44,0:46,0 |
| 07. | Bussums Schaakgenootschap (N) | 9  | 3 | 0 | 6 | 6:12 | 37,0:53,0 |
| 08. | Eindhovense SV                | 9  | 2 | 1 | 6 | 5:13 | 39,0:51,0 |
| 09. | Discendo Discimus Den Haag    | 9  | 1 | 1 | 7 | 3:15 | 29,5:60,5 |
| 10. | Schaakclub Groningen          | 9  | 1 | 0 | 8 | 2:16 | 34,0:56,0 |

### Entscheidungen
|     | Niederländischer Mannschaftsmeister: Desisco/Watergraafsmeer                |
|     | Absteiger in die Klasse 1: Discendo Discimus Den Haag, Schaakclub Groningen |
| (M) | Meister der letzten Saison                                                  |
| (N) | Aufsteiger der letzten Saison                                               |

### Kreuztabelle
| Ergebnisse | Ergebnisse                 | 01. | 02. | 03. | 04. | 05. | 06. | 07. | 08. | 09. | 10. |
| ---------- | -------------------------- | --- | --- | --- | --- | --- | --- | --- | --- | --- | --- |
| 01.        | Desisco/Watergraafsmeer    |     | 7   | 6½  | 7   | 5½  | 5   | 8½  | 7   | 7½  | 6½  |
| 02.        | Philidor Leiden            | 3   |     | 6   | 5½  | 5½  | 4   | 5½  | 6   | 7   | 7   |
| 03.        | Volmac Rotterdam           | 3½  | 4   |     | 4½  | 6½  | 6½  | 7   | 8   | 7½  | 7   |
| 04.        | Charlois                   | 3   | 4½  | 5½  |     | 4   | 6½  | 8½  | 6   | 7½  | 5½  |
| 05.        | Philidor Leeuwarden        | 4½  | 4½  | 3½  | 6   |     | 4   | 6½  | 6   | 7½  | 8½  |
| 06.        | Utrecht                    | 5   | 6   | 3½  | 3½  | 6   |     | 3   | 4   | 6½  | 6½  |
| 07.        | Bussums Schaakgenootschap  | 1½  | 4½  | 3   | 1½  | 3½  | 7   |     | 5½  | 4½  | 6   |
| 08.        | Eindhovense SV             | 3   | 4   | 2   | 4   | 4   | 6   | 4½  |     | 5   | 6½  |
| 09.        | Discendo Discimus Den Haag | 2½  | 3   | 2½  | 2½  | 2½  | 3½  | 5½  | 5   |     | 2½  |
| 10.        | Schaakclub Groningen       | 3½  | 3   | 3   | 4½  | 1½  | 3½  | 4   | 3½  | 7½  |     |